# La Calzada (Sevilla)
La Calzada es un barrio de Sevilla (España), perteneciente al distrito Nervión. Está situado en la zona oeste del distrito. Limita al norte y al este con los barrios de San José Obrero y Huerta de Santa Teresa; al sur, con los barrios de Huerta del Pilar y La Florida; y al oeste, con el barrio de San Roque.